# Tamy Moyo
 (novembre 2021).
La mise en forme du texte ne suit pas les recommandations de Wikipédia : il faut le « wikifier ».
Les points d'amélioration suivants sont les cas les plus fréquents. Le détail des points à revoir est peut-être précisé sur la page de discussion.
- Les titres sont pré-formatés par le logiciel. Ils ne sont ni en capitales, ni en gras.
- Le texte ne doit pas être écrit en capitales (les noms de famille non plus), ni en gras, ni en italique, ni en « petit »…
- Le gras n'est utilisé que pour surligner le titre de l'article dans l'introduction, une seule fois.
- L'italique est rarement utilisé : mots en langue étrangère, titres d'œuvres, noms de bateaux, etc.
- Les citations ne sont pas en italique mais en corps de texte normal. Elles sont entourées par des guillemets français : « et ».
- Les listes à puces sont à éviter, des paragraphes rédigés étant largement préférés. Les tableaux sont à réserver à la présentation de données structurées (résultats, etc.).
- Les appels de note de bas de page (petits chiffres en exposant, introduits par l'outil «  Source ») sont à placer entre la fin de phrase et le point final[comme ça].
- Les liens internes (vers d'autres articles de Wikipédia) sont à choisir avec parcimonie. Créez des liens vers des articles approfondissant le sujet. Les termes génériques sans rapport avec le sujet sont à éviter, ainsi que les répétitions de liens vers un même terme.
- Les liens externes sont à placer uniquement dans une section « Liens externes », à la fin de l'article. Ces liens sont à choisir avec parcimonie suivant les règles définies. Si un lien sert de source à l'article, son insertion dans le texte est à faire par les notes de bas de page.
- La présentation des références doit suivre les conventions bibliographiques. Il est recommandé d'utiliser les modèles {{Ouvrage}}, {{Chapitre}}, {{Article}}, {{Lien web}} et/ou {{Bibliographie}}. Le mode d'édition visuel peut mettre en forme automatiquement les références.
- Insérer une infobox (cadre d'informations à droite) n'est pas obligatoire pour parachever la mise en page.

Pour une aide détaillée, merci de consulter Aide:Wikification.
Si vous pensez que ces points ont été résolus, vous pouvez retirer ce bandeau et améliorer la mise en forme d'un autre article.
Tamy Moyo (née Thamsanqa Moyo le 5 janvier 1998) est une chanteuse et actrice zimbabwéenne. Elle est surtout connue pour la chanson "Ndibereke" sortie en 2016 ainsi que pour son rôle d'actrice dans le film Gonarezhou sorti en 2020 mettant en vedette Tendaiishe Chitima.

## Biographie
Née à Harare, au Zimbabwe. Et malgré la célébrité de Son père, Richard Kohola, avait acquis une notoriété comme présentateur à Star FM Zimbabwe, plus connu sous le nom de RK. Elle été élevée par sa mère et son grand-père.
À l'âge de 7 ans, elle commence à chanter notamment dans la chorale des seniors. Elle termine ses études primaires à l'école primaire Lusitania et ensuite elle fréquente le lycée Westridge pour l'enseignement secondaire. À l'âge de 13 ans, elle rejoint les artistes populaires Joe Thomas, Oliver Mtukudzi, Stunner, Ba Shupi et Alexio Kawara. Plus tard, elle devient ambassadrice des enfants pour Childline Zimbabwe, devenant ainsi la plus jeune zimbabwéenne à avoir été ambassadrice. En 2008, elle forme l'Uganda African Choir, avec trois autres collègues, lors d'un concert caritatif au Madison Square Garden de New York,.
Elle écrit et chante la chanson Cry For Help, qui encourage les autres enfants à appeler le numéro gratuit 116 pour obtenir de l'aide. En 2012, Elle sort son premier album de musique Celebrate Yo Lyf. En novembre 2016, Elle a eu l'opportunité de se produire dans les plus grands festivals zimbabwéens tels que le Festival international des arts de Harare ainsi qu'au Festival de Shoko, aux National Arts Merit Awards et à Miss Tourism Zimbabwe.
En 2017, elle est choisie par le coproducteur Sydney Taivavashe pour jouer le rôle de "Chipo" dans le film Gonarezhou qui marque sa première apparition au cinéma. Le film est produit en collaboration avec l'Autorité de gestion des parcs et de la faune du Zimbabwe.
La même année, elle a reçoit sa première nomination aux National Arts Merit Awards (NAMA awards) pour la meilleure actrice pour son rôle. En 2019, elle est nommée pour la meilleure artiste féminine d'Afrique australe lors de la cérémonie All Africa Music Award (AFRIMA) au Ghana.

## Filmographie
Sauf indication contraire, les informations mentionnées dans cette section peuvent être confirmées par les bases de données cinématographiques IMDb et Allociné,  présentes dans la section « Liens externes ».
- 2006 : Gonarezhou : Jassie Vandy